# Zwartooglipvis
De zwartooglipvis (Symphodus melops) is een straalvinnige vis uit de familie van de lipvissen (Labridae) en behoort tot de orde van de baarsachtigen (Perciformes).

## Beschrijving
De volwassen vis is gemiddeld 20 cm en kan een lengte bereiken van 28 cm. De hoogst geregistreerde leeftijd is negen jaar. De lange rugvin heeft vijftien tot zeventien stekels en acht tot elf vinstralen en de aarsvin drie stekels en acht tot tien vinstralen. De kleur is zeer variabel en daarom is het onderscheid met andere lipvissen zoals de Baillons lipvis zeer lastig. Meestal zijn de vissen groenbruin met een rode tint. De mannetjes met blauwe strepen op de buikzijde. Verder vage donkere vlekken en meestal een duidelijke donkere vlek bij de staartwortel.

## Leefomgeving
De zwartooglipvis is een zoutwatervis. De vis leeft hoofdzakelijk in het oostelijke deel van de Atlantische Oceaan van Noorwegen tot Marokko en bij de Azoren. Bovendien komt de zwartooglipvis voor in de westelijke helft van de Middellandse Zee. De vis leeft op een diepte tussen de 1 en 30 m onder het wateroppervlak, vooral langs rotskusten en zeebodems met wiervelden. De vis maakt - net als andere lipvissoorten - een nest waarin het mannetje na de paaitijd de eitjes bewaakt. Dan zijn ze territoriaal; buiten de paaitijd leven de vissen in scholen.
De soort staat op de Rode Lijst van de IUCN als niet bedreigd, beoordelingsjaar 2007.

## Relatie tot de mens
De vis is door zijn formaat niet interessant voor zeehengelaars. De zwartooglipvis komt voor in het kustwater van de Lage Landen. Het voorkomen van de zwartooglipvis wordt door sportduikers in de Oosterschelde en het Grevelingenmeer gedocumenteerd via de stichting ANEMOON. Deze fraai vis kan worden bezichtigd in sommige openbare aquaria.